# Anticuerpo antimitocondrial
Los anticuerpos antimitocondriales (AMA) son anticuerpos (inmunoglobulinas) producidos en contra de las mitocondrias celulares, principalmente a nivel hepático en los hepatocitos. La presencia de AMA en la sangre o en el suero de una persona orienta a graves desórdenes autoinmunes, como la cirrosis biliar primaria (CBP), producida por AMA-M2. La CBP es una  patología que afecta principalmente los conductos biliares, afectando el drenaje biliar del hígado. Está presente en un 95% de los casos, siendo una prueba de diagnóstico muy útil en conjunto al cuadro clínico.
La CBP es principalmente observada en mujeres de edad media, y en aquellas personas que tienen alguna otra patología autoinmune (no es raro observar personas con tiroiditis de Hashimoto o LES más una CBP), condición en la que el sistema inmune del cuerpo humano reacciona contra diversos antígenos celulares.
Se ha postulado que entre las causas de la producción de AMA está la modificación a nivel del sistema xenobiótico y la cadena respiratoria a nivel mitocondrial, lo que conduciría a la producción de la pérdida de tolerancia y la producción de los autoanticuerpos. En las fallas hepáticas agudas, los AMA se encuentran afectando la mayor parte de lo antígenos hepáticos.
- Piruvato deshidrogenasa, subunidades E2
- 2-oxo-glutarato deshidrogenasa
- Alfa cetoácido de cadena ramificada deshidrogenasa

Los anticuerpos anticardiolipina son otro tipo de AMA (AMA-M1), cardiolipina es encontrada en la membrana mitocondrial interna.
Se han descrito otros tipos de AMA, algunos en relación con otras enfermedades autoinmunes relacionadas con la exposición a fármacos.

## Antígenos
Se han identificado varios de los antígenos asociados con los anticuerpos antimitocondriales.
- M1 – cardiolipina ( anticuerpos anti-cardiolipina , ACA)
- M2 - complejo alfa-cetoácido deshidrogenasa de cadena ramificada
- M3 - membrana mitocondrial externa
- M4 - sulfito oxidasa
- M5 - membrana mitocondrial externa
- M6 - membrana mitocondrial externa
- M7 - sarcosina deshidrogenasa
- M8 - membrana mitocondrial externa
- M9 - glucógeno fosforilasa